# Théorème de von Zeipel
Le théorème de von Zeipel en astrophysique a été publié en 1924 par l'astronome Edvard Hugo von Zeipel. Il établit que le flux radiatif {\displaystyle F} d'une étoile en rotation uniforme est proportionnel au champ de gravité effective local {\displaystyle g_{\mathrm {eff} }} :
{\displaystyle F=-{\frac {L_{\star }}{4\pi GM_{\star }}}\,g_{\mathrm {eff} },}
où {\displaystyle M_{\star }} est la masse de l'étoile, {\displaystyle L_{\star }} sa luminosité,  {\displaystyle G} la constante gravitationnelle. Connaissant la gravité effective locale, on peut alors déterminer la température effective {\displaystyle T_{\star }} à une colatitude {\displaystyle \theta } donnée   :
{\displaystyle T_{\star }(\theta )\sim g_{\mathrm {eff} }(\theta )^{1/4}.},